# Ungarische Eishockeyliga 1986/87
Die Saison 1986/87 war die 50. Spielzeit der ungarischen Eishockeyliga, der höchsten ungarischen Eishockeyspielklasse. Meister wurde zum insgesamt zwölften Mal in der Vereinsgeschichte Újpesti Dózsa SC.

## Modus
In der Hauptrunde absolvierte jede der sieben Mannschaften insgesamt zwölf Spiele. Die vier bestplatzierten Mannschaften qualifizierten sich für die Finalrunde, in der der Meister ausgespielt wurde. Die übrigen drei Mannschaften bestritten eine Platzierungsrunde. Die Hauptrunden-Ergebnisse wurden in die zweite Saisonphase übernommen. Für einen Sieg erhielt jede Mannschaft zwei Punkte, bei einem Unentschieden gab es einen Punkt und bei einer Niederlage null Punkte.

## Hauptrunde

### Tabelle
|    | Klub                          | Sp | S  | U | N  | Tore   | Punkte |
| -- | ----------------------------- | -- | -- | - | -- | ------ | ------ |
| 1. | Újpesti Dózsa SC              | 12 | 12 | 0 | 0  | 113:31 | 24     |
| 2. | Ferencvárosi TC               | 12 | 10 | 0 | 2  | 87:38  | 20     |
| 3. | Alba Volán Székesfehérvár     | 12 | 8  | 0 | 4  | 61:43  | 16     |
| 4. | Miskolci Kinizsi              | 12 | 6  | 0 | 6  | 47:43  | 12     |
| 5. | Dunaújvárosi Kohász           | 12 | 2  | 1 | 9  | 35:72  | 5      |
| 6. | Központi Sportiskola Budapest | 12 | 2  | 0 | 10 | 36:95  | 4      |
| 7. | Lehel Jászberény              | 12 | 1  | 1 | 10 | 32:89  | 3      |

Sp = Spiele, S = Siege, U = unentschieden, N = Niederlagen

## Zweite Saisonphase

### Finalrunde
|    | Klub                      | Sp | S  | U | N  | Tore   | Punkte |
| -- | ------------------------- | -- | -- | - | -- | ------ | ------ |
| 1. | Újpesti Dózsa SC          | 24 | 23 | 1 | 0  | 95:38  | 47     |
| 2. | Ferencvárosi TC           | 24 | 16 | 1 | 7  | 48:43  | 33     |
| 3. | Alba Volán Székesfehérvár | 24 | 14 | 0 | 10 | 63:51  | 28     |
| 4. | Miskolci Kinizsi          | 24 | 6  | 0 | 18 | 26:100 | 12     |

Sp = Spiele, S = Siege, U = unentschieden, N = Niederlagen, OTS = Overtime-Siege, OTN = Overtime-Niederlage, SOS = Penalty-Siege, SON = Penalty-Niederlage

### Platzierungsrunde um Platz 5
|    | Klub                | Sp | S | U | N  | Tore  | Punkte |
| -- | ------------------- | -- | - | - | -- | ----- | ------ |
| 5. | Lehel Jászberény    | 20 | 6 | 2 | 12 | 28:26 | 14     |
| 6. | Dunaújvárosi Kohász | 20 | 5 | 2 | 13 | 25:30 | 12     |
| 7. | KSI Budapest        | 20 | 4 | 2 | 14 | 25:22 | 10     |

Sp = Spiele, S = Siege, U = unentschieden, N = Niederlagen, OTS = Overtime-Siege, OTN = Overtime-Niederlage, SOS = Penalty-Siege, SON = Penalty-Niederlage